# Евдокимов, Михаил Сергеевич
Михаи́л Серге́евич Евдоки́мов (6 декабря 1957, Сталинск, Кемеровская область, СССР — 7 августа 2005, 319-й километр «Чуйского тракта», Алтайский край, Россия) — советский и российский юморист, пародист, певец, телеведущий, актёр кино и озвучивания. Заслуженный артист Российской Федерации (1994). Четвёртый губернатор Алтайского края (2004—2005).

## Биография

### Юность
Родился 6 декабря 1957 года в городе Сталинске (ныне Новокузнецк Кемеровской области).
Отец — Сергей Васильевич Евдокимов (1916—1991) — родился в деревне Солоновка, в Смоленском районе, казак, участник Финской войны и Великой Отечественной, работал на заводах Сибири: от Нижнего Тагила до Анжеро-Судженска, сварщиком, шахтёром, ценил в человеке силу. Портрет отца висел на доске почёта. Дед по отцу, Василий Евдокимов, жил в Солоновке с 1870 года.
Мать — Анна Петровна Евдокимова (1924—1998) — работала на шахте, но после несчастного случая в шахте ей отдавило ноги, и она стала домохозяйкой, мама из шляхтичей.
У Евдокимовых было семеро детей, Михаил был средним, 3 брата и 3 сестры.
В 1958 году семья переехала в село Верх-Обское (ныне посёлок Верх-Обский) Смоленского района Алтайского края.
По окончании школы Михаил Евдокимов учился в Барнауле в культпросветучилище на отделении балалаечников, затем работал шлифовщиком на Алтайском моторном заводе, администратором в столовой.
Служил в армии в строительной части под Нижним Тагилом.
В 1978—1979 годах занимал должность художественного руководителя Дома культуры в селе Усть-Катунь Смоленского района Алтайского края. В 1979 году поступил в Новосибирский институт торговли, был капитаном команды КВН.
В 1981 году бросил учёбу и уехал в Москву, за что был отчислен из института. Впоследствии, в 2000-х годах, всё же окончил институт торговли, к тому времени переименованный в Сибирский университет потребительской кооперации (специальность — «Экономика и управление на предприятии»).

### Артист эстрады и кино
В 1981 году неудачно поступал в Московское эстрадно-цирковое училище.
В 1983 году приглашён в Московскую филармонию в качестве артиста разговорного жанра, а затем — в МосКонцерт.
8 марта 1984 года дебютировал на телевидении в праздничной программе «Огонёк». Известность к артисту пришла в 1984 году после участия в телевизионной программе «Вокруг смеха». В этой и других передачах он выступал с пародиями на известных артистов и монологами (сочинённый самим Евдокимовым монолог «После бани», рассказанный от лица попавшего в милицию Серёги Бугаенко, например, разошёлся на цитаты — «сам не красный, а морда красная», «ой, не знаю, чё рассказывать», «дын-дын-дын», «иду, никого не трогаю», «у меня башка после бани сама сохнет», «настроения вся упала», «весло многоразовое» и т. д.).
С 1989 года работал в концертно-театральной фирме «Музыка».
В 1992 году окончил факультет режиссёров эстрады ГИТИСа в Москве.
С 1992 года по апрель 2004 года являлся директором ООО «Театр Евдокимова». Снялся в нескольких фильмах: «Воспоминание о „Коровьем марше“» (1991), «Не хочу жениться» (1993), «Про бизнесмена Фому» (1993), «Не валяй дурака» (1997), «Не послать ли нам гонца?» (1998), «Старые клячи» (2000). Принимал участие в озвучивании животных в дилогии Натальи Бондарчук «Бемби» («Детство Бемби», 1985, «Юность Бемби», 1986, Киностудия имени М. Горького) и Шефа во второй части мультфильма «Следствие ведут Колобки» (1987, вместо Леонида Броневого). Отрывки из пародии Евдокимова на Владимира Высоцкого в фильме «Имитатор» исполняет Игорь Скляр.
Делал авторские передачи «С лёгким паром!» («ОРТ»), «Михаил Евдокимов в кругу друзей» («Россия»), «Не скуЧАЙ!» («Россия»), «Надо жить» (ТВ Центр). Выпустил несколько компакт-дисков с песнями в своём исполнении.
В 1999 году вместе с другими известными артистами принял участие в проекте Виктора Мережко и композитора Евгения Бедненко «Поют звёзды театра и кино», где с успехом выступил как исполнитель песен. Итогом проекта стали концерты и музыкальный диск, выпущенный в США и продублированный «Радио МПС».

#### Фильмография
| Год  |    | Название                        | Роль                                                 |
| ---- | -- | ------------------------------- | ---------------------------------------------------- |
| 1987 | мф | Следствие ведут Колобки         | Шеф (3—4 серии, озвучивание)                         |
| 1985 | ф  | Детство Бемби                   | животные (озвучивание)                               |
| 1986 | ф  | Юность Бемби                    | животные (озвучивание)                               |
| 1991 | ф  | Воспоминание о «Коровьем марше» | рассказчик, исполнитель пародий и песен              |
| 1993 | ф  | Про бизнесмена Фому             | Фома Тимофеевич Дракин, механизатор                  |
| 1993 | ф  | Не хочу жениться!               | Конев, капитан милиции                               |
| 1996 | ф  | Аншлаг и Ко                     | камео                                                |
| 1997 | ф  | Не валяй дурака…                | Филимон Фомич Селиванов, кузнец                      |
| 1998 | ф  | Не послать ли нам… гонца?       | Иван Филимонович Дергунов, фермер                    |
| 2000 | ф  | Старые клячи                    | Тимофей Егорович Астраханцев, бизнесмен из Астрахани |

#### Дискография
1. 1998 — Надо жить (Музыка Александра Пляченко, стихи Анатолия Поперечного по наброскам Евдокимова.)
2. 2000 — Отвяжись, худая жизнь!
3. 2000 — Земляки
4. 2004 — Отвяжись, худая жизнь! (Удивительно, что совершенно другой альбом вышел с тем же названием, что и в 2000 году, но и в том и в другом есть одноимённая песня.)
5. 2006 — Я вернусь (Выпущен посмертно)

#### Клипы
1. 2000 — «Домик у дороги»[11], Свердловская киностудия
2. 2001 — «На горе, на горушке»[12], Свердловская киностудия
3. 2001 — «Ах, Отец»[13] Свердловская киностудия

## Глава администрации Алтайского края

### Выборы
Планы политической карьеры у Михаила Евдокимова возникли ещё в 1995 году. Тогда он баллотировался в Государственную думу от Барнаула, а в 2003 году планировал выдвигаться на выборах в Подмосковье от Аграрной партии.
В январе 2004 года Евдокимов сообщил о намерении претендовать на пост главы администрации Алтайского края на предстоящих в марте выборах. Как отмечают многие эксперты, он использовал социально-популистские образы «честного мужика из народа», а лозунгом кампании стала фраза «Шутки в сторону!». Избирательная кампания велась обоюдно жёстко и остро, с использованием «чёрного пиара» и административного давления на оппонентов. Штаб действующего губернатора Александра Сурикова использовал негативные образы (например, плакаты «Останови вторжение!», «Защити Алтай от радиоактивных и химических отходов!»), которые вызвали в большинстве своём отторжение у избирателей. При этом против самого Сурикова были также применены специальные избирательные технологии (например, однофамилец-самовыдвиженец Виталий Суриков, набравший 2,6 %).
25 февраля 2004 сторонниками Евдокимова было создано Алтайское краевое общественное движение «Пробуждение» для проведения предвыборной кампании. Официальная регистрация была проведена в октябре 2004 года.
4 апреля 2004 года Евдокимов одержал победу на выборах главы Алтайского края, обойдя во втором туре Александра Сурикова. СМИ окрестили победу Евдокимова «синдромом Шварценеггера» (в честь победившего на выборах в губернаторы Калифорнии актёра и бодибилдера).

### Сельское хозяйство
Одним из первых испытаний для нового губернатора стала борьба с последствиями паводка весной 2004 года и посевная кампания. Для решения некоторых насущных проблем сельского хозяйства Евдокимов поручил установить закупочные цены администрации на зерно выше рыночных (4 тысячи рублей за тонну зерна 3-го класса), а также заменил долги хозяйств с денежной формы на натуральную — предприятия должны были поставить государству в счёт кредитов 127 тысяч тонн зерна. Кроме того, решено было увеличить срок лизинга сельхозтехники до семи лет и снизить процентные ставки с 7 до 4 процентов. Гарантом обещаний выступил только что назначенный сенатор от Алтайского края Темирбулатов и банк «Зенит».
Но хозяйства не спешили отдавать долги, к середине сентября на склады госпредприятий поступило лишь 20 % объёмов ожидаемого хлеба. А зерно стало вывозиться за пределы края и продаваться по низкой цене: 2,5—3 тысячи рублей за тонну. Поставщики из других регионов, узнав о высоких закупочных ценах в администрации, привозили в «Алтайагропрод» своё зерно, вынуждая его покупать по 4 тысячи за тонну в ущерб краевому бюджету.
Евдокимов и его команда оказались заложниками созданной ими же с добрыми намерениями ситуации. Приходилось делать все новые ходы и комбинации. Администрация края пыталась прибегнуть к жёстким мерам — выставлять на границах региона милицейские заслоны, проверяющие, не является ли владелец вывозимого зерна должником «Алтайагропрода». Но так как такие заслоны противозаконны, правоохранительные органы ограничивались лишь фиксацией того, что за зерно вывозится за пределы края.
Евдокимов начал рассылать в районы группы чиновников, возглавляемые вице-губернатором по сельскому хозяйству Борисом Пановым, — для накачки руководителей районов и хозяйств. Наконец, выступил сам перед главами районных администраций, требуя вернуть деньги.
Но и к концу уборки урожая было возвращено лишь 60 % долгов. Жестом отчаяния прозвучало заявление Панова на селекторном совещании, что должникам в будущем году никакого товарного кредитования не предоставят. Более того, на 2005 год кредиты станут давать в рамках процедуры земельной ипотеки.

### Энергетика
В мае 2004 года вице-губернатор Владимир Зубков провёл тендер, после которого произошла смена поставщика угля. Предыдущая компания, не желая расставаться с выгодным заказом, обратилась в арбитражный суд, и доставка угля в край была приостановлена. На Всероссийском селекторном совещании по подготовке коммунального хозяйства к зиме Алтайский край был назван в числе четырёх самых отстающих регионов. Был создан специальный орган — ГУП «Алтайский теплоэнергетический комплекс», который взял на себя все функции по обеспечению края теплом — от поставок угля и ремонта сетей до работы с потребителем, что потребовало финансовых вливаний из бюджета.
Но вскоре выяснилось, что один из новых поставщиков не в состоянии справиться с обязательствами. Пришлось обращаться к отвергнутому прежде поставщику с просьбой вернуться. Руководители компании приняли извинения и вернулись в край, но за это повысили цены и предложили свои условия. Владимир Зубков, к компетенции которого были отнесены вопросы промышленности, ТЭК, жилищно-коммунального и газового хозяйства, строительства, был отправлен в отставку.

### Промышленность

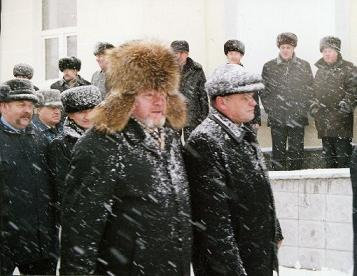
Евдокимов на открытии нового железнодорожного вокзала в Рубцовске, 1 декабря 2004 года

В ноябре 2004 года Евдокимов заявил о намерении добиться в 2005 году повышения уровня средней зарплаты в регионе с 4 до 6 тысяч рублей. Предполагалось, что в краевой бюджет будут заложены механизмы бюджетного стимулирования, которые компенсируют предприятиям их расходы на рост зарплаты. На эти компенсационные выплаты губернатор обещал миллиард рублей. К концу лета 2005 года стал ощутимым рост зарплаты. Отвечал за этот проект вице-губернатор Сергей Тен (ныне первый вице-премьер правительства Республики Тыва, министр экономики Республики Тыва).
В июле 2004 года администрации пришлось фиксировать падение производства в первом полугодии на наиболее крупных промышленных предприятиях края. Сократил выпуск продукции «Алтайкокс», потерявший украинский рынок. На «Алттраке» зимой случился срыв производства из-за нехватки и плохого качества угля, а новые собственники предприятия были финансово несостоятельны, в результате тракторов выпустили меньше, чем предполагали, что потянуло за собой цепочку сокращения производства на Алтайском моторном заводе, поставлявшем «Алттраку» двигатели.
В конце июля губернатор представил программу выхода региона из экономического кризиса. В докладе утверждалось, что в Алтайском крае имеются собственные запасы угля и даже нефти, которые могут решить многие проблемы экономически депрессивного Алтайского края.
В то же время, краевой Фонд госимущества передал пятипроцентный пакет полиметаллических акций, принадлежащий администрации, в управление закрытому акционерному обществу «Полиметалл», связанному с Уральской Горно-металлургической компанией и уже управляющему 45,4 процента акций «Сибирь-Полиметаллы» и «Алтайкоксом». В ответ те подарили краю более двухсот машин «Скорой помощи» общей стоимостью в 46 миллионов рублей, которые были распределены по краю в рамках губернаторской программы «Здоровье Алтая».
3 ноября 2004 года Евдокимов отказался подписать принятый крайсоветом закон о повышении зарплаты региональных чиновников.
В апреле 2005 года спад начался на комбинате химволокна и вызвал угрозу увольнения 2 тысяч его работников. 19 июля 2005 года в Барнауле проходил Всероссийский митинг профсоюзных организаций за достойные условия труда, на который собралось около 800 человек. Протестовали против массового увольнения на комбинате, критиковали и федеральные, и краевые власти. Впервые за год и три месяца нахождения Евдокимова у власти прозвучал призыв к отставке губернатора на массовом митинге.

### Кризис власти

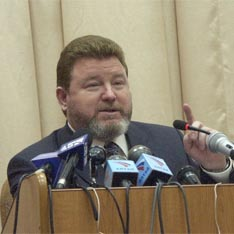
Евдокимов на первой пресс-конференции после победы на выборах, 6 апреля 2004 года

В краевой Совет были избраны в основном сторонники Александра Сурикова. Наладить отношения с таким краевым Советом новый глава региона так и не сумел. Большинство депутатов утверждали, что Евдокимов за год работы продемонстрировал неспособность сформировать эффективную команду управленцев, и обвиняли его в провале экономической политики. Основанием для этого считалась «кадровая» чехарда в окружении губернатора (за год сменилось 17 заместителей).
В то же время сторонники Евдокимова (например, движение «Пробуждение», в котором в это время насчитывалось около 30 активных членов, а лидер был Алексей Никулин) организовывали митинги и сборы подписей в его поддержку. В марте-апреле 2005 года движение «Пробуждение» выступило организатором ряда митингов и пикетов против действий краевого Совета по смещению Михаила Евдокимова.
23 декабря 2004 года депутаты АКСНД приняли обращение (интерпелляцию) к Главе администрации Алтайского края Михаилу Евдокимову с просьбой прокомментировать проводимую администрацией кадровую политику.
В конце февраля 2005 года на сессии краевого совета народных депутатов было принято постановление о ненадлежащем исполнении своих обязанностей главой Алтайского края. Оно было направлено в полпредство Сибирского федерального округа и президенту РФ. В марте главы 49 районов края и нескольких городов краевого подчинения направили письмо в адрес полпреда в Сибирском федеральном округе Анатолия Квашнина и президента РФ Владимира Путина, в котором потребовали отставки губернатора. Наконец, отставки губернатора потребовали представители различных политических партий и общественных организаций края — от «Единой России» до КПРФ. В то же самое время сторонники Евдокимова собрали лишь за 9 дней более 52 000 подписей простых граждан в его защиту и направили собранные подписи в Администрацию президента РФ.
31 марта 2005 года на сессии краевого совета депутаты выразили губернатору недоверие. За это проголосовали 46 из 52 депутатов. Согласно федеральному законодательству, судьбу губернатора должен был решать президент РФ. Таким образом, мог быть создан общероссийский прецедент: впервые отстранение губернатора от должности могло произойти не только по инициативе главы государства, но и по настоянию Законодательного собрания региона. Однако президент Владимир Путин никак не вмешался в эту ситуацию. И на том же заседании губернатор отказался зачитывать перед депутатами крайсовета традиционный доклад о социально-экономической ситуации в крае. Свой шаг он объяснил тем, что депутаты всё равно настроены неконструктивно и не смогут воспринять доклад адекватно.
11 мая 2005 глава края предложил всем своим заместителям и главам комитетов и управлений администрации подать в отставку. Так он отреагировал на действия крайсовета, дважды признававшего работу администрации неудовлетворительной. Большинство членов его команды написали заявления об уходе.

## Гибель

Дни траура на Алтае, август 2005

7 августа 2005 года в 9:20 по московскому времени, не дожив 4 месяцев до своего 48-летия, погиб в результате автомобильной аварии на трассе М-52 «Чуйский тракт» Бийск — Барнаул, в 123 километрах от Барнаула и 29 км от Бийска, возле поворота на село Плешково (координаты: 52°45′15″ с. ш. 84°55′29″ в. д.). Евдокимов и его жена Галина в сопровождении водителя и охранника направлялись в село Полковниково Косихинского района, где проходили мероприятия по случаю 70-летия со дня рождения космонавта Германа Титова.
По факту аварии и гибели людей было возбуждено уголовное дело. В период сразу после аварии официальные лица отрицали какую-либо возможность того, что катастрофа была подстроена. Впрочем, гибель губернатора, по мнению наблюдателей, могла иметь хотя бы косвенное отношение к политической борьбе в крае: незадолго до трагедии у Евдокимова, конфликтовавшего с краевыми органами внутренних дел, были отняты машины сопровождения.
Ряд журналистов и политиков высказал предположения, что Евдокимова могли убить за то, что он пытался бороться с коррупцией, связанной, вероятно, с контрабандой (в том числе наркотиков) с территории соседнего Казахстана, с которым граничит Алтайский край. Официальное следствие не проводило проверок ни одной из версий, выходящих за рамки предположения об «обычном ДТП». Аркадий Вольский в телевизионном интервью (документальный фильм Леонида Якубовича «Последние 24 часа. Михаил Евдокимов») вспоминал, что незадолго до гибели Евдокимов сказал ему: «Батька, меня, наверное, шлёпнут…» Жена и многие близкие люди уверены, что гибель М. Евдокимова не была случайна: «Те, кто забрал машины сопровождения, отлично знали, что губернатор ездит на своём „Мерседесе“ со скоростью не менее 140 км/ч и долго это продолжаться не может».
Моменту аварии предшествовал обгон автомобилем Евдокимова «Волги», после чего губернаторский «Мерседес» на спуске с небольшого холма не успел вернуться на свою полосу и пытался обойти слева автомобиль «Тойота Спринтер Марино», поворачивающий на перекрёстке влево. За рулём «Тойота Спринтер Марино» находился житель Алтайского края Олег Щербинский. В результате «Мерседес», уходя влево, на высокой скорости (по материалам уголовного дела — не менее 149 км/ч) коснулся «Тойоты» правой задней дверцей, правым задним колесом и правым задним крылом, вылетел в кювет и врезался в землю глубокого кювета, затем задел дерево. Водитель «Тойоты», а также, по версии следствия, пассажиры этой машины — женщина и двое детей — не пострадали. Супруга Евдокимова, Галина Николаевна, находившаяся вместе с ним в «Мерседесе», в результате аварии получила тяжёлые травмы, а водитель губернатора Иван Иванович Зуев, охранник Александр Юрьевич Устинов и сам Михаил Сергеевич Евдокимов погибли на месте.
Гибель Михаила Евдокимова нашла своё отражение в кинематографе — в сериале «Гражданин начальник-3» очевидна схожесть сюжета с реальными событиями, хотя в титрах заявлено, что все совпадения случайны. Фильм повествует о расследовании гибели губернатора Акимова в дорожно-транспортном происшествии. Похожи не только фамилии (Евдокимов и Акимов), но и обстоятельства ДТП, а в кабинете Акимова на стене висит герб Алтайского края.
Прощание с Михаилом Евдокимовым прошло в Барнаульском Дворце спорта 9 августа 2005 года, после чего гроб с телом был перевезён в село Верх-Обское, где также состоялось прощание и отпевание. Похоронен 10 августа 2005 года на кладбище села Верх-Обское.
В 2007 году на могиле установлен памятник. В 2008 году на могиле было установлено новое надгробие.
Водитель «Тойота Спринтер Марино» Олег Щербинский был привлечён к уголовной ответственности по обвинению в нарушении правил дорожного движения, повлекшем гибель трёх человек (часть 3 статьи 264 Уголовного кодекса РФ). Обвинение утверждало, что он не уступил дорогу машине губернатора, которая была оборудована проблесковым маячком, а потому имела приоритет на дороге. 3 февраля 2006 года Зональный районный суд Алтайского края под председательством судьи Галины Щегловской признал Олега Щербинского виновным и приговорил к четырём годам лишения свободы с отбыванием наказания в колонии-поселении. Осуждённый был взят под стражу в зале суда сразу после оглашения приговора.
Приговор вызвал широкое недовольство автомобилистов, которые в связи с этим провели акции протеста в 22 городах России.
23 марта 2006 года Судебная коллегия по уголовным делам Алтайского краевого суда, рассмотрев апелляционные жалобы стороны защиты, отменила вышеуказанный приговор районного суда и прекратила уголовное дело в связи с отсутствием состава преступления в действиях Олега Щербинского, тем самым полностью оправдав его. В тот же день он был освобождён из-под стражи.
Судья Галина Щегловская, выносившая первоначальный приговор Олегу Щербинскому, в феврале 2007 года была дисквалифицирована решением квалификационной коллегии Алтайского краевого суда.

## Личная жизнь
Вдова — Галина Николаевна Евдокимова (род. 5 апреля 1961), вице-президент Межрегионального фонда имени Михаила Евдокимова, домохозяйка. Брат — Константин (род. 14 марта 1965). Дочь Анна (род. 9 мая 1982) окончила Московский гуманитарный университет по специальности «международный туризм», занималась организацией концертов. Внук Михаил Сергеевич Евдокимов-младший (род. 17 сентября 2008).
Также у Евдокимова есть двое внебрачных детей: дочь Анастасия (род. 28 августа 1995) учится на журналиста, её мать Надежда Жаркова (род. 1964) получила дом на Рублёвке в результате раздела имущества Евдокимова; и сын Даниил Белов (род. 11 августа 2004) от модели Инны Беловой (род. 1979).
Болел за московский футбольный клуб «Спартак».

## Награды и звания
- Заслуженный артист Российской Федерации (29 декабря 1994) — За заслуги в области искусства[2].
- Лауреат Кубка Аркадия Райкина, международный фестиваль «MORE SMEHA», 1996, Рига.
- Лауреат премии «Золотой Остап» в номинации «Артист эстрады» (1998).
- Приз «За талант, народный юмор и верность традициям отечественного кинематографа» на фестивале «Созвездие» (за картину «Не валяй дурака…»).
- Юбилейная медаль «60 лет Победы в Великой Отечественной войне 1941—1945 гг.» (2005)[40].

## Увековечение памяти

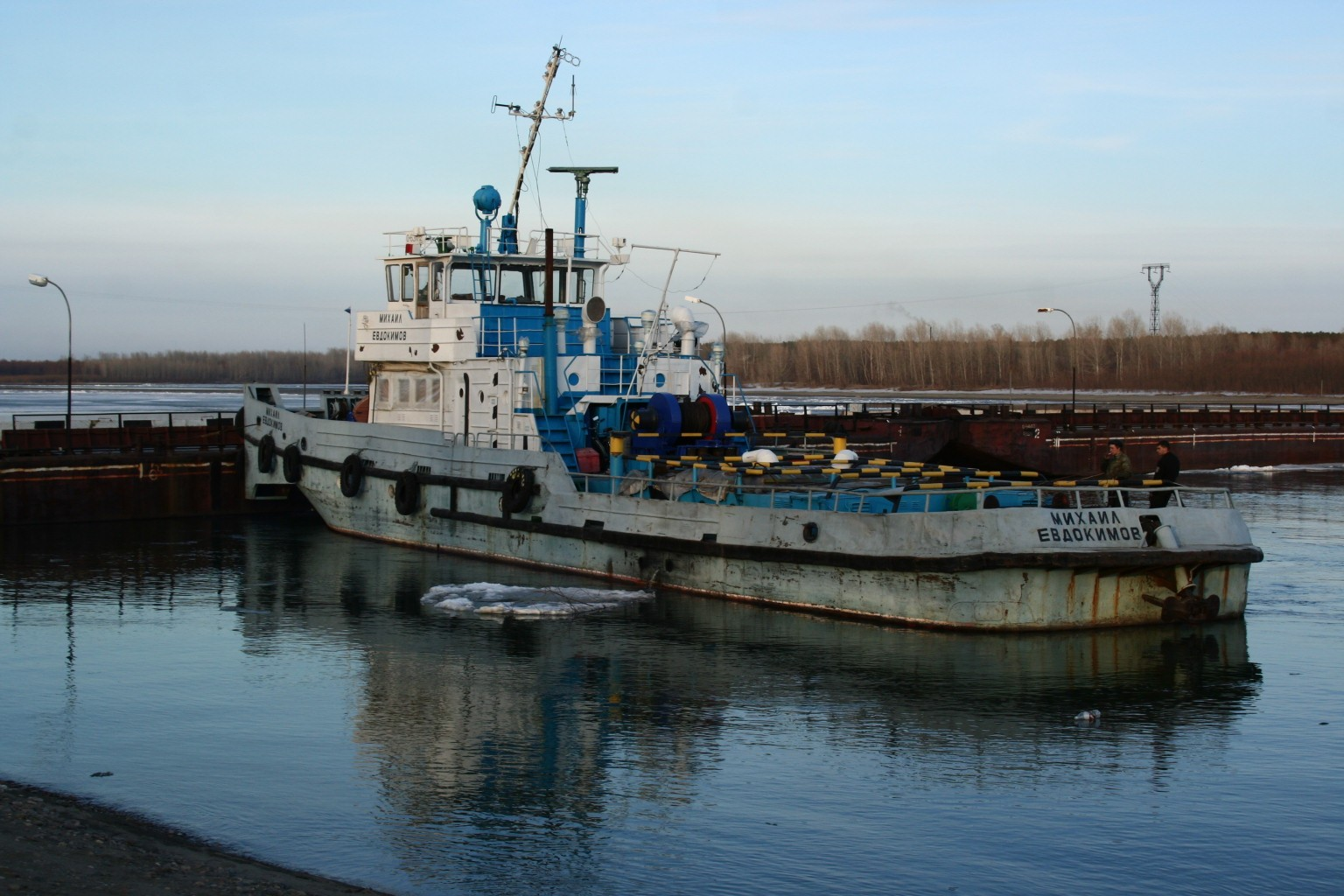
Буксир-толкач, названный в честь Михаила Евдокимова

- После гибели Михаила Евдокимова активисты движения «Пробуждение» выпустили документальный фильм его памяти[41]. Ежегодно организуются акции в память о губернаторе Алтая[42], проводится фестиваль народного творчества и спорта «Земляки» имени Михаила Евдокимова.
- Верх-Обской средней школе присвоено имя Михаила Евдокимова[43].
- В апреле 2021 года в Барнауле появилась улица Михаила Евдокимова[44].
- Ежегодно с 1991 года в начале августа в селе Верх-Обское Смоленского района проводился т. н. Кубок Евдокимова, а с 2006 года проводится Фестиваль народного творчества и спорта «Земляки», который с 2009 года получил статус всероссийского и финансируется отдельной строкой в государственном бюджете РФ.
- Именем Михаила Евдокимова назван один из буксиров-толкачей ООО «Бийский речной порт» (бывший РТ-457).
- На месте гибели М. Евдокимова (52°45′15″ с. ш. 84°55′34″ в. д.HGЯO) возведён мемориальный комплекс: небольшая часовня (2006, архитекторы П. И. Анисифоров, Е. А. Бердников[45]) в окружении 47 берёз — по числу прожитых лет.

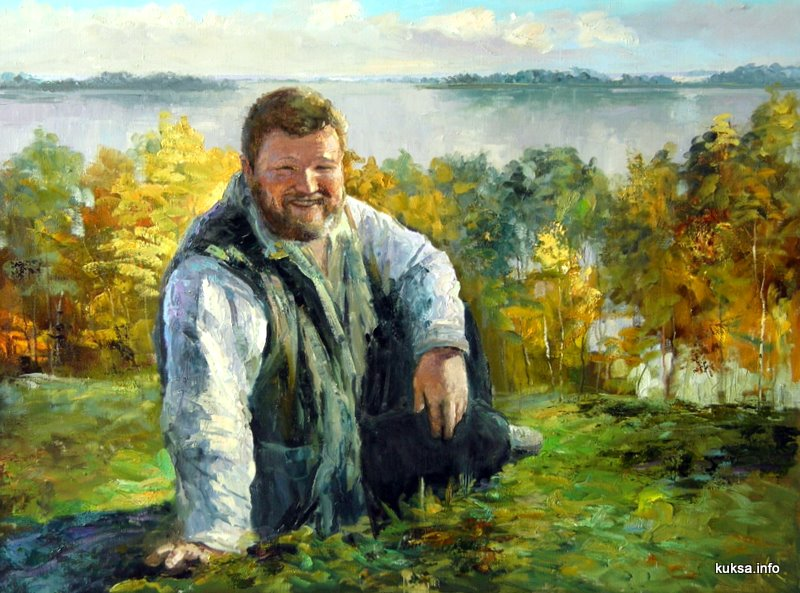
В. П. Кукса, портрет Михаила Евдокимова. х.м. 110х90

- В. П. Кукса, портрет Михаила Евдокимова. х.м. 110х90 Василий Кукса в 2006 году написал портрет Михаила Евдокимова на основе фотографии авторства оператора Василия Шукшина Анатолия Дмитриевича Заболоцкого
- Песня Михаила Евдокимова «Алтай»[46] является неофициальным гимном Алтайского края и хоккейной команды «Алтай» и звучит почти перед каждой домашней игрой:

Горами, лугами, озёрами

Встаёт предо мною Алтай.

Лесами, степными просторами

Богат и красив этот край.
Пылай по забокам смородина,

Росистое утро, пылай!

Мой край для меня – это Родина!

А Родина – это Алтай!

Мой край для меня – это Родина!

А Родина – это Алтай!